# Hồ Tuấn Tài
Hồ Tuấn Tài (sinh ngày 16 tháng 3 năm 1995) là một cầu thủ bóng đá người Việt Nam hiện đang thi đấu ở vị trí tiền đạo cho câu lạc bộ Thành phố Hồ Chí Minh và đội tuyển quốc gia Việt Nam.

## Tiểu sử
Hồ Tuấn Tài sinh năm 1995 tại Hưng Nghĩa, Hưng Nguyên, Nghệ An. Anh là em họ của danh thủ bóng đá Phạm Văn Quyến.

## Sự nghiệp
Ngày 22 tháng 3 năm 2017, Hồ Tuấn Tài ra mắt đội tuyển quốc gia Việt Nam khi đá chính trong trận đấu giao hữu gặp Đài Bắc Trung Hoa trên sân vận động Hàng Đẫy.

### SEA Games 2017
Ngày 22 tháng 8 năm 2017, sau trận hòa 0–0 với U-23 Indonesia trong khuôn khổ SEA Games 2017 với nhiều cơ hội ghi bàn bị bỏ lỡ, Facebook cá nhân của Hồ Tuấn Tài đã bị cộng đồng mạng bình luận chỉ trích kịch liệt và trang Wikipedia này đã bị các cổ động viên vào sửa đổi để xả tức giận.

## Thống kê sự nghiệp

### Quốc tế
Tính đến ngày 22 tháng 3 năm 2017.
| Đội tuyển quốc gia | Năm       | Trận | Bàn |
| ------------------ | --------- | ---- | --- |
| Việt Nam           | 2017      | 1    | 0   |
| Tổng cộng          | Tổng cộng | 1    | 0   |

### Bàn thắng quốc tế

#### U-22
| # | Ngày                | Địa điểm                                    | Đối thủ     | Bàn thắng | Kết quả | Giải đấu       |
| - | ------------------- | ------------------------------------------- | ----------- | --------- | ------- | -------------- |
| 1 | 17 tháng 8 năm 2017 | Sân vận động Shah Alam, Shah Alam, Malaysia | Campuchia   | 4–0       | 4–1     | SEA Games 2017 |
| 2 | 20 tháng 8 năm 2017 | Sân vận động Shah Alam, Shah Alam, Malaysia | Philippines | 4–0       | 4–0     | SEA Games 2017 |

#### U-19
| # | Ngày                | Địa điểm                                                            | Đối thủ   | Bàn thắng | Kết quả | Giải đấu                  |
| - | ------------------- | ------------------------------------------------------------------- | --------- | --------- | ------- | ------------------------- |
| 1 | 9 tháng 8 năm 2014  | Khu liên hợp thể thao Điền kinh, Bandar Seri Begawan, Brunei        | Singapore | 1–0       | 4–0     | Cúp Hassanal Bolkiah 2014 |
| 2 | 9 tháng 8 năm 2014  | Khu liên hợp thể thao Điền kinh, Bandar Seri Begawan, Brunei        | Singapore | 2–0       | 4–0     | Cúp Hassanal Bolkiah 2014 |
| 3 | 18 tháng 8 năm 2014 | Khu liên hợp thể thao Điền kinh, Bandar Seri Begawan, Brunei        | Campuchia | 1–0       | 3–0     | Cúp Hassanal Bolkiah 2014 |
| 4 | 18 tháng 8 năm 2014 | Khu liên hợp thể thao Điền kinh, Bandar Seri Begawan, Brunei        | Campuchia | 2–0       | 3–0     | Cúp Hassanal Bolkiah 2014 |
| 5 | 23 tháng 8 năm 2014 | Sân vận động Quốc gia Hassanal Bolkiah, Bandar Seri Begawan, Brunei | Myanmar   | 2–1       | 3–4     | Cúp Hassanal Bolkiah 2014 |

## Danh hiệu
Sông Lam Nghệ An
- Cúp Quốc gia: 2017
- Á quân Siêu cúp quốc gia: 2017

Cá nhân
- Vua phá lưới Giải bóng đá vô địch U-17 quốc gia: 2011, 2012